# Gymnetis stellata
Gymnetis stellata är en skalbaggsart som beskrevs av Pierre André Latreille 1813. Gymnetis stellata ingår i släktet Gymnetis och familjen Cetoniidae. Inga underarter finns listade i Catalogue of Life.

## Bildgalleri

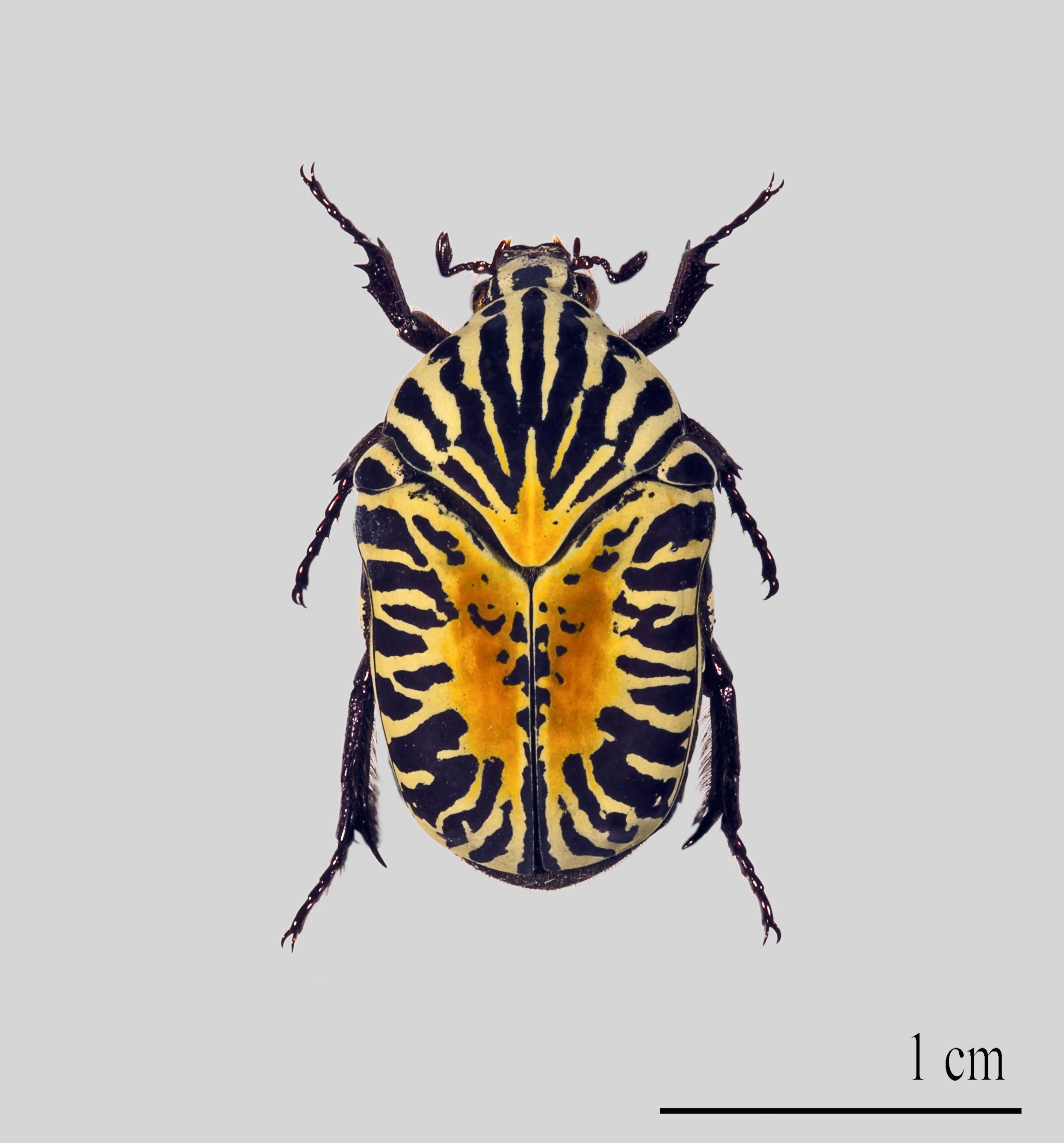